# بدرالملوک
بدرالملوک والا (زاده سال ۱۲۷۶ – درگذشته سال ۱۳۵۸) شاهدخت قاجار؛ اولین همسر عقدی احمدشاه و مادر اولین فرزندش ایراندخت بود. او نزد احمدشاه از جایگاه ویژه‌ای برخوردار بود.

## زندگی
او دختر ظهیرالسلطان والا بود. پدربزرگ‌های او محمدحسن میرزا معتضدالدوله و محمدعلی میرزا دادستان هر دو پسران مهدی‌قلی میرزا و نوادهٔ عباس‌میرزا بودند.
احمدشاه قاجار در سن ۱۷سالگی (یک سال پیش از تاج‌گذاری) با او پیمان زناشویی بست. این ازدواج توسط مادر احمدشاه، ملکه جهان، ترتیب داده شده بود. عروس در آن هنگام ۱۶ ساله بود و در تنها مدرسهٔ دخترانهٔ تهران درس می‌خواند. مراسم عقد با تشریفات مفصلی انجام شد و حاصل این ازدواج ایراندخت بود.
گفته می‌شود بدرالملوک بسیار زیبا بود و احمدشاه به او علاقهٔ بسیار داشت. اغلب او را به تالار آیینه کاخ گلستان می‌برد و به انعکاس عکس او در آینه‌ها می‌نگریست و می‌گفت: «در این‌جا من فقط یک بدری ندارم، بلکه هزاران بدری دارم».
احمدشاه علاوه بر ازدواج بدرالملوک، ۴ بار دیگر نیز ازدواج کرد و به‌جز لیدا جهانبانی که از وی صاحب هیچ فرزندی نشد، صاحب ۳ دختر به نام‌های «مریم‌دخت» (۱۹۱۵–۲۰۰۵) (از دل‌آرام خانم)، «ایراندخت» (۱۹۱۶–۱۹۸۴) از بدرالملوک، «همایون‌دخت» (۱۹۱۷–۲۰۱۱) (از خانم‌خانما معزی) و یک پسر به نام فریدون‌میرزا (۱۹۲۲–۱۹۷۵) (از فاطمه خانم) شد.
بدرالملوک خواهر لعبت والا و عبدالله والا و خاله شهرنوش پارسی‌پور است. تاج‌السلطنه دختر روشنفکر و پیشروی ناصرالدین‌شاه قاجار نیز دخترعمه او بوده است.

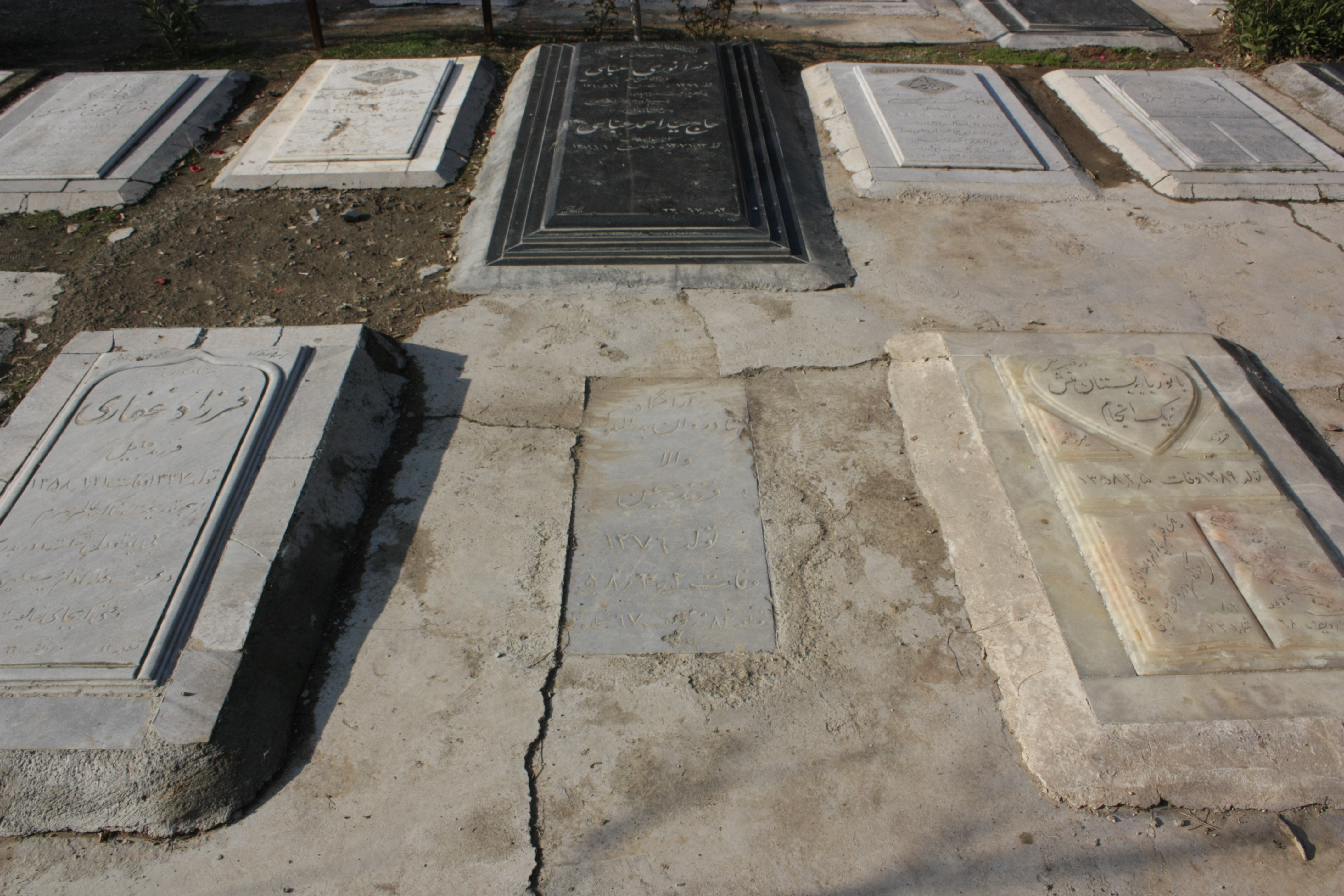
قبر بدرالملوک والا در گورستان بهشت زهرا.

## در رسانه
- ستاره دهقانی در سریال رحیل (به کارگردانی: مسعود آب‌پرور و رامین عباسی‌زاده) ایفاگر نقش "بدرالملوک والا" بود. [۵]